# بزرگراه ۳۰ آمریکا، آیووا
بزرگراه ۳۰، بزرگراهِ شرقی-غربی بزرگی در ایالات متحده است که به طول ۳۳۰ مایل (۵۳۰ کیلومتر) در ایالت آیووا قرار دارد. این طولانی‌ترین بزرگراه در ایالت است و توسط وزارت حمل و نقل آیووا (Iowa DOT) نگهداری می‌شود. مسیر در آیووا از گذرگاه رودخانه میزوری در بلر، نبراسکا آغاز می‌شود و از گذرگاه رودخانه می‌سی‌سی‌پی در کلینتون به پایان می‌رسد.

«بزرگراه ۳۰» در ابتدا به عنوان بخشی از بزرگراه لینکلن، اولین بزرگراه بین قاره ای در ایالات متحده تصور می‌شد. عبور این مسیر از آیووا به دلیل پیوند مهم بین اوماها، نبراسکا و شیکاگو، ایلینوی صورت گرفت. با به وجود آمدن سیستم بزرگراه ایالات متحده در دهه ۱۹۲۰ و تبدیل شدن بزرگراه لینکلن به بزرگراه ۳۰، خزانه فدرال هزینهٔ آسفالت کردن جاده‌های خاکی آیووا را پرداخت و تا سال ۱۹۳۱، آن را در سراسر ایالت آسفالت کرده بود. 

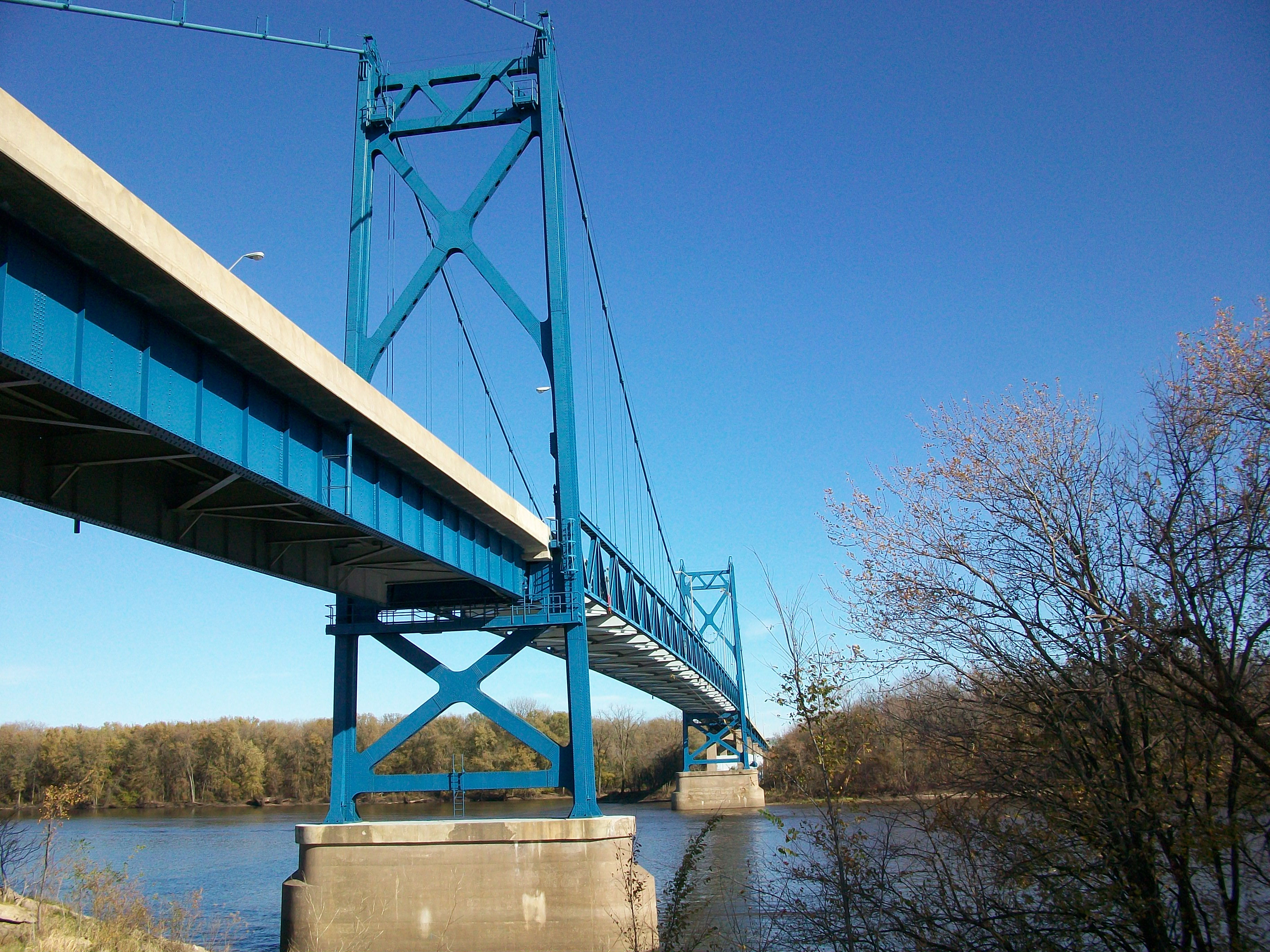
«بزرگراه ۳۰» از رودخانه می‌سی‌سی‌پی در کلینتون از طریق پل گیت‌وی عبور می‌کند.

## شرح مسیر

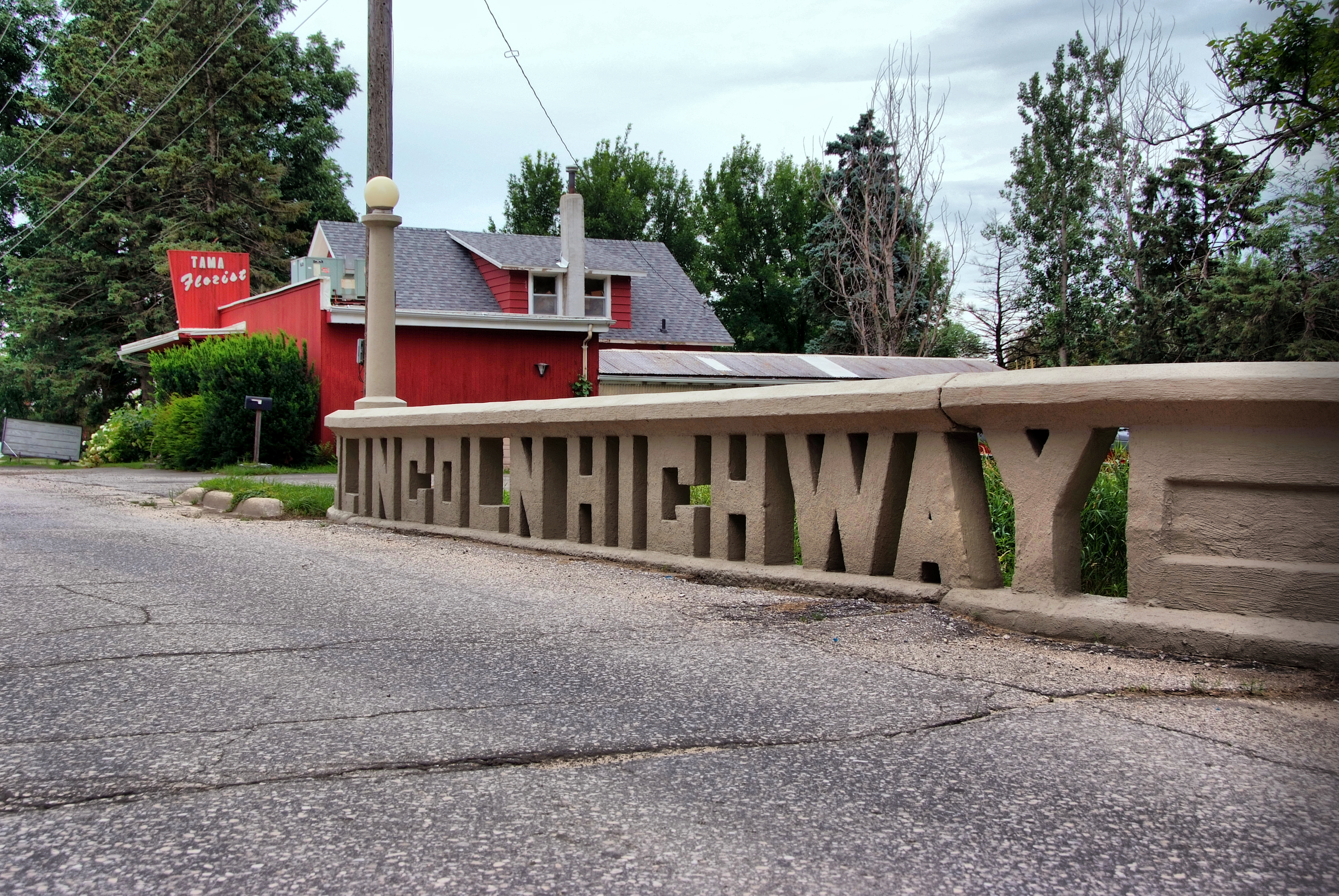
یکی از پل‌های بتنی اصلی در مسیر بزرگراه لینکلن

«بزرگراه ۳۰» از غرب به شرق در قسمت مرکزی آیووا امتداد دارد. شهرهای کوچکی در طول مسیر وجود دارد و شهرهای بزرگ‌تری چون دنیسون، آمس، سرو رپیدز و کلینتون نیز از طریق این بزرگراه به یکدیگر متصل شده‌اند. بین اوگدن و کوه ورنون، بخش قابل توجهی از بزرگراه به آزادراه چهار خطه ارتقا یافته است.